# Moloch (auteur)
Pour les articles homonymes, voir Moloch (homonymie).
 (octobre 2018).
Si vous disposez d'ouvrages ou d'articles de référence ou si vous connaissez des sites web de qualité traitant du thème abordé ici, merci de compléter l'article en donnant les références utiles à sa vérifiabilité et en les liant à la section « Notes et références ».
 (octobre 2018).
Moloch, de son vrai nom Michel Clatigny, né le 11 mai 1954 à Houdan (Yvelines), est un scénariste, dessinateur de bande dessinée, illustrateur, peintre, novelliste et réalisateur français. 
Il a toujours été et reste encore un peu en marge du milieu "officiel" de la BD, tant par le choix de ses sujets et de ses éditeurs que par son goût pour le mélange des genres. Selon son site officiel, il a réalisé plus de 6 000 planches et dessins (dont une bonne partie à destination publicitaire).

## Biographie
Moloch débute ses premiers travaux rémunérés en 1975 et en 1977 dans le magazine Spirou a lieu sa première publication : une Carte blanche au sommaire du no 2044[source insuffisante]. Dans les années 1980, il scénarise plusieurs albums pour Marcel Uderzo, dont trois adaptations de romans de Gérard de Villiers (série Brigades mondaines).
Entre 1985 et 2000, Michel Clatigny a travaillé à la réalisation de bandes dessinées publicitaires et pédagogiques. Il a aussi exercé à l’école privée Bédéa (L'école de bande dessinée à Carolles dans la Manche, en Basse-Normandie). Il intervient occasionnellement aussi en milieu scolaire et universitaire, ou comme partenaire et membre d’associations comme ThèmArts ou normandie-audiovisuel.org.
En 2010, il rencontre l'historienne Annick Perrot et ils décident d'une collaboration. Le Secret des Dames, édité par Annick Perrot Editions, premier tome dans la collection Les Chroniques de l'Armoire Temporelle sort en juillet 2010. C'est une fiction en BD photo-dessinée sur fond historique, se déroulant dans la région de Saint-Vaast-la-Hougue (Manche) et Caen, dans les années 1740. S'ensuit en 2011 L'Or Blanc de Rideauville, et en 2012 Le Coucou Fantôme de Chausey dans la même veine.

## Albums en tant que scénariste
(octobre 2018).
Série Les Mémoires de Mathias (Dessin de Marcel Uderzo)
1. Le Tambour Magique (1981) - Édition Delachaux & Niestlé
2. Le Masque Iroquois (1984) - Édition Delachaux & Niestlé
3. Les Dieux du Lac (1986) - Édition Delachaux & Niestlé
4. Le Maître des Bisons (parution en juillet 2015 et réédition annoncée des 3 anciens titres)

Série Les Brigades mondaines
1. Le Marché Aux Orphelines (1982) Édition Livre-Essor  - Dessin de Marcel Uderzo
2. La Cité des Disparues (1983) Édition Livre-Essor  - Dessin de Marcel Uderzo
3. Le Cygne de Bangkok (1983) Édition La Garancière - Dessin de Jacques Géron

Autres albums et one-shot
1. L'A.B.D. de l'Epargne (1982) Éditions de l'Épargne  - Dessin de Marcel Uderzo
2. Minacula Le Vampire (1983) Édition La Garancière - Dessins de Jean-Jean
3. La BD du Bridge (1986) Édition du Rocher
4. Jartyrella (1986) Édition La Garancière - Dessins de Pierre-Léon Dupuis
5. Champions! Judo (2000) J2B éditions - Dessin de Marcel Uderzo et coscénariste : Michel Huet

## Albums en tant que dessinateur
Série La sexualité (Scénario des docteurs Jean Clatigny et Patrick Dahan)
Série pédagogique parue aux Éditions Carrousel-BD (et rééditions) :
1. De l'enfant (1988)
2. De l'adolescent (1989)
3. De l'adulte (1990)

Série Les Légendes de bronze
1. L'eau de Guerre (2005 - 42 pages / N&B broché) D'après une histoire qu'il a écrite au début des années Quatre-dix.

Série Ursus Tacet
1. L'Arbre (2008) (Récit illustré de 96 pages et 150 illustrations couleurs)

Autres Albums et One-shot
1. Blade : La Hache de Bronze (1983) Adaptation de la série de romans SF éditée par Gérard De Villiers.
2. Traité de Sexologie (1984) Édition La Garancière
3. Le Tennis en Bandes Dessinées (1985) Édition Jacques Glénat
4. Le Filigrane du Rat (2007 - 16 puis 24 pages couleurs)
5. Histoires et Légendes Normandes - Tome 2 (collectif) - Histoire La légende de la Fée d’Argouges - pages 10 à 15 (2009)

Série Les chroniques de l'armoire temporelle (Scénario d'Annick Perrot et Moloch)
1. Le Secret des Dames (2010)
2. L’Or Blanc de Rideauville (2011)
3. Le Coucou Fantôme de Chausey (2012)

## Travaux d'Éditions pédagogiques pour les Éditions Fromont Glatigny
Pour La Mutualité française (1986)
Cinq albums 36 pages couleurs (albums offerts et vendus séparément).
1. Le Dernier des Tabous
2. Ho, Tu m'écoutes ? Les Drogues
3. Les MST
4. Le Tabac
5. L'Alcool (Scénario : Dr Michel Craplet / Dr Rémy Malka)
6. Houlà, maman, boboooo!! (1991)
7. Info Sexo (1996 - Nouveaux dessins de Marcel Uderzo - 40 pages).
8. L'Alcool (1995 - Nouveaux dessins de Didier Ray)

Pour l'Union Départementale des Mutelles de Côte d'Or (1988)
1. Le tabac, pourquoi et comment s'en passer (format A5) Scénario d'Y. Nadjari.

Pour Le Planning familial Pays de la Loire (1990)
1. Info Sexo (dessins de Moloch - 40 pages). L'album traite de la sexologie et des MST

Pour FG Éditions (1996)
1. Info Sexo (Scénario de Moloch, Dessins de Marcel Uderzo et Didier Ray - 32 pages broché).

Pour l’association Vie Libre (1997)
1. Avec ou sans Alcool? (Scénario de F. Glatigny)

Pour la CPAM
1. Maman, j’ai faim! (Rédaction technique de Myriam Antolini) (1994)
2. Menus à la Carte  (Rédaction technique de Myriam Antolini) (1997)

Divers
1. Tout beau, tout Propre! (1994)

## Travaux d'illustrations
Pour l'association éditrice A.R.AGIRE (association d’anciens inséminateurs normands )
1. Inséminator : origines et histoire de l'insémination artificielle dans l'élevage normand depuis 1946  (à paraître en 2015)

## Storyboard de dessins animés

### SérieIl était une fois… l'Espace(26 épisodes de 26 à 28 min)
La série Il était une fois... l'Espace est une déclinaison dans l'espace de la série à succès de la fin des années 1970 diffusée par FR3 : Il était une fois... l'Homme. Les storyboards ont été réalisés par Jean-Pierre Sornin, Rachel Meyer, Stéphane Sainte-Foi, Michel Boule, Jean-Yves Raimbaud, Michel Clatigny, et Didier Gourdin sous la direction de Albert Barillé, auteur, scénariste et réalisateur de la série. Reprise à l'export sous le titre Once Upon a Time Was the Space - Europe (English title). Réalisation entre 1981 et 1982. Production assurée par Procidis. Studio d'animation : Eiken.
1. Cité en vol
2. Le long voyage
3. Chez les dinosaures
4. Les cro-magnons
5. La revanche des robots
6. Un monde hostile
7. Les anneaux de Saturne
8. L'étrange retour vers Omega
9. La planète déchiquetée
10. La révolte des robots
11. La planète verte
12. Les humanoïdes
13. Les géants
14. Du côté d'Andromède
15. À Cassiopée
16. L'Atlantide
17. Terre!
18. L'imparable menace
19. Le grand ordinateur
20. Combat de titans
21. Les naufragés de l'espace
22. Les Incas
23. L'infini de l'espace
24. La planète Mytho
25. La planète Omega
26. Les sauriens

• 1re diffusion hertzienne : 2 octobre 1982 (FR3) et Rediffusions FR3 (6 mai 1987, 28 juillet 1990), Arte (5 avril 2009).

### SérieLa bande à Ovide(65 épisodes de 13 min)
La Bande à Ovide est une série télévisée d'animation belgo-québécoise en 65 épisodes de 13 minutes créée entre 1987 et 1988 par Bernard Godi dont les épisodes sont réalisés par Jean Sarault et Raymond Burlet.	
Michel Clatigny a travaillé sur des scénarios et des storyboards des épisodes de la série. La série a obtenu en 1988 le Prix Gémeaux de la Meilleure émission ou série d'animation[réf. nécessaire].

### Long métrage d'animation
- 1991 : Le Chameau blanc, téléfilm d'animation de Raymond Burlet (45 min), d'après l'histoire d'Annie Massinger : scénario, dialogue, création graphique des personnages et décors, et réalisation par story-board d’un 52 minutes